# Crossidium laxefilamentosum
Crossidium laxefilamentosum är en bladmossart som beskrevs av W. Frey och Harald Kürschner 1987. Crossidium laxefilamentosum ingår i släktet Crossidium och familjen Pottiaceae. Inga underarter finns listade i Catalogue of Life.